# Pherecydes
Pherecydes es un género de arañas araneomorfas de la familia Thomisidae.

## Especies
- Pherecydes carinae Dippenaar-Schoeman, 1980
- Pherecydes ionae Dippenaar-Schoeman, 1980
- Pherecydes livens Simon, 1895
- Pherecydes lucinae Dippenaar-Schoeman, 1980
- Pherecydes nicolaasi Dippenaar-Schoeman, 1980
- Pherecydes tuberculatus O. Pickard-Cambridge, 1883
- Pherecydes zebra Lawrence, 1927
- Pherecydes zebra tropicalis Millot, 1942